# الدوري البيروي لكرة القدم 1982
الدوري البيروفي لكرة القدم 1982 (بالإسبانية: Campeonato Descentralizado 1982)‏ هو الموسم 54 من الدوري البيروفي لكرة القدم. كان عدد الأندية المشاركة فيه 16، وفاز فيه الجامعي دي بيرو.